# كاسر الحجر الحاد
كاسر الحجر الحاد (الاسم العلمي:Saxifraga arguta) هو نوع من النباتات يتبع جنس كاسر الحجر من فصيلة كاسرات الحجر.